# Aliens versus Predator 2
Aliens versus Predator 2, ve zkratce AVP 2, je počítačová hra žánru hororové FPS z roku 2001, která je pokračováním hry Aliens versus Predator z roku 1999. Hra byla vydána ve verzích pro PC a Apple Macintosh. Oba díly jsou založené na souboji Vetřelců, Predátorů a mariňáků USCM.
V roce 2002 byl vydán ještě datadisk pod názvem Aliens verus Predator: Primal Hunt, který přidával kampaň za Predaliena a nové kampaně za lidskou rasu a Predátory.

## Postavy
Stejně jako první díl je na výběr z postav člověka, vetřelce a Predátora. Každá z postav prochází zhruba jednotný příběh z jiného kraje, má na výběr různé druhy zbraní a své speciální schopnosti.
Člověk, konkrétně voják USCM má pro obranu plátovou vestu a pro útok pak různé zbraně od bojového nože, přes známou pulsní pušku M41A až po bazooku. Disponuje různým vybavením jako ruční svářečkou, lampou, světlicemi, nočním viděním a detektorem pohybu.
Predátor disponuje mnohem větší robustností než člověk nebo vetřelec a snese i pád z vyšší výšky než je tomu u mariňáka. Je vybaven řadou zbraní od známých čepelí na zápěstí, bodací kombohole, přes disk, plazmové dělo až po síťomet, výbušné šurikeny atd. Navíc disponuje technologiemi, které mu v lovu pomáhají, jako cloacking device pro neviditelnost, MediComp pro léčení ran a kromě jiného i masku se 3 módy vidění – termovizi, viděním zvýrazňující vetřelce, PredTech viděním, které zvýrazňuje predátory a vůbec kovové součásti.
Vetřelec samozřejmě nemá jiných zbraní než svoje pařáty, ocas a čelisti. Jeho hlavní výhodou je jeho rychlost a možnost pohybovat se po stěnách a stropech. Při útoku na dálku využívá skok při kterém vymrští před sebe pařáty a oběť rozcupuje. Díky schopnosti echolokace mu nepřekáží tma. Kolem každého tvora vidí barevnou auru a díky tomu rychle rozezná predátory, lidi a další vetřelce. Jako jediný ze 3 hratelných ras prochází svůj celý životní cyklus od vejce, přes chestburstera až po dospělého jedince.

## Příběh
Na rozdíl od prvního dílu, kde všechny tři postavy procházely svůj vlastní příběh nezávisle na sobě, se ve hře Aliens versus Predator 2 dějové linie proplétají a navzájem se také ovlivňují. Postavy se navzájem ve hře potkávají.
Příběh je zasazen do doby 50 let po událostech ve filmu Vetřelec 3. Společnost Weyland-Yutani objevuje planetu s ruinami pradávné civilizace osídlenou vetřelci, která se nazývá LV-1201. Společnost na planetě zakládá výzkumné centrum, které vede Dr. Eisenberg. Komplex čítá primární centrum s pěticí „podů“ (zavěšených budov) v jednom z údolí a několik detašovaných výzkumných objektů. Když příběh hry začíná, je Pod 5 zničen. Příčina je vysvětlena v datadisku Aliens versus Predator: Primal Hunt.
Při hře za člověka je hráč vsazen do role desátníka Andrewa „Frosty“ Harrisona z USCM, který se svou jednotkou doráží kosmickou lodí USS Verloc na LV-1201, kde společnost ztratila před 6 týdny kontakt s jednou z výzkumných základen. Po nesnadném přistání mariňáci zjišťují, že základna je kontaminovaná vetřelci a po napadení se ubírají k hlavnímu centru do údolí, přičemž ovšem způsobí trhlinu v bezpečnostním systému a umožní tak vetřelcům průnik do hlavní výzkumné kolonie, kterou tvoří Pody. Zde je uvězněn a při svém útěku osvobozuje postavu Predátora. Potřebuje najít datový disk s důkazy o ilegálních aktivitách výzkumné kolonie, zabít královnu vetřelců a opustit planetu.
Predátor přilétá na LV-1201 s dalšími 3 lovci a původně se vydává pouze na klasický lov. Nedlouho poté jsou 3 predátoři, včetně hlavní postavy uvězněni ve výzkumném centru skládající se z Podů. Paradoxně díky vetřelci i desátníku Harrisonovi se mu daří utéct, získat zpět své vybavení a vydává se pronásledovat svého věznitele, velitele obrany výzkumné kolonie – generála Rykova. Po finálním souboji v hnízdě vetřelců, kde zabije Rykova je vyzvednut na kosmickou loď predátorů a vydávají se za odlétající lodí USS Verloc.
Vetřelec je vlastně začátkem příběhu, kdy se nešťastnou náhodou otevře přepravní box ve kterém je vejce. Nejdříve jako Facehugger musí najít osamoceného člověka do kterého může naklást embryo a následně se vylíhnout jako Chestburster. Když najde dostatek potravy, vyrůstá v dospělého vetřelce a způsobuje kolaps základny. V průběhu hry uvolňuje další vetřelce a způsobuje infekci jednoho z komplexů. Příběh se pak přesouvá do doby o 6 týdnů později, kdy je způsobena trhlina v obranném systému a spolu s dalšími vetřelci se dostává do centrálních Podů, kde osvobozuje jedno z hnízd, uvolňuje ze zajetí Predaliena a zabíjí posádku Podů. Následně musí zpět do hnízda, protože Dr. Eisenberg chce zajmout královnu a podminuje hnízdo. Hráč musí zničit výbušniny, s ostatními vetřelci dohnat Dr. Eisenberga, který se chce evakuovat a vzít s sebou královnu. Zničením navigačních zařízení evakuační loď havaruje, Dr. Eisenberg je chycen a následně jako kokon v hnízdě, kde je také vidět, že jde o androida.

## Hra více hráčů
Hru je možné hrát ve více hráčích po lokální síti LAN nebo přes Internet. K výběru jsou celkem 4 skupiny – Vetřelci, Predátoři, US Mariňáci a ještě žoldáci společnosti Weyland-Yutani, zvaní v příběhu jako „Iron bears“ (česky: železní medvědi). Každá skupina má svoje výhody, ale i svoje nevýhody a především vlastní vybavení zbraní a obranných prostředků.
Hra disponuje několika módy od klasického typu „Deathmatch“, přes různé varianty soubojů i několika týmů.

## Aliens versus Predator: Primal Hunt
Aliens versus Predator 2: Primal Hunt je datadisk k původní hře, vydaný roku 2002, který nabízí při hře jednoho hráče opět 3 kampaně za 3 postavy. Tentokrát jde o Predátora, Predaliena a Žoldáky společnosti Weyland-Yutani. Příběh datadisku začíná cca 500 let před událostmi v Aliens versus Predator 2, kdy Predátoři osídlují LV-1201. Přináší tři nové kampaně a to jak za vetřelce, tak i za predátora a mariňáka (resp. žoldáka). Přináší několik nových zbraní a mnoho nových multiplayerových map.

### Příběh
Příběhy za Predaliena a Predátora začínají cca 500 let před hlavním dějem původní hry a pokračují následně v roce 2230, kdy se odehrává i příběh kampaně za člověka. Všechny tři dějové linie vysvětlují příčinu zničení Podu 5, který v hlavní hře byl již zničený.
Při hře za člověka je hlavní postavou major Dunya, která slouží ve společnosti Weyland-Yutani u nájemných žoldáků. Dunya dostane od generála Rykova úkol zmocnit se záhadného artefaktu a tak se vydává do hnízda vetřelců známé pod názvem „Zeta Site“. Po probojování se do centra objevuje neznámou technologii a artefakt se kterým se snaží uniknout na povrch. Po shledání se s posádkou jí čeká návrat na základu. Zde zjišťuje, že Pod 5 je infiltrován vetřelci a je nutné artefakt přemístit. Dunya přichází akorát v momentě, kdy se artefaktu zmocnil Predátor. Posléze sama na poslední chvíli stíhá evakuaci z Podu 5, který je pak Rykovem a Dr. Eisenbergem odpojen ze závěsných lan a zničen při detonacích.
Za Predátora příběh začíná 500 let před událostmi Aliens versus Predator 2, kdy Predátoři poprvé přilétají na LV-1201 na lov. Zprvu jde o lov pouze místní fauny, tedy různých monster, než je zjištěno, že planetu osidlují také vetřelci. Hlavní postava pronásleduje vetřelce do hnízda, kde objevuje artefakt, který je schopen vetřelce odpuzovat. Děj se následně posunuje o 8 měsíců, kdy je kolem artefaktu vybudována základna predátorů. Hlavní postava se vydává najít královnu vetřelců, avšak dříve než se stihne vydat na lov, vetřelci deaktivují artefakt a tak musí zpět zapnout stázové pole kolem vajec. Při spuštění stáze je napaden facehuggerem a následně hybernován na 500 let ve stázovém poli. Probouzí se, když Dunya ukradne artefakt. Následně se vydává jej získat zpět až do Podu 5. Když získá zpět artefakt, stihne ještě vyslat signál lodi predátorů a následně umírá, když se mu z hrudi klube Chestburster.
Predalien začíná jako Facehugger v hnízdě Zeta-Site při prvním výpadku artefaktu, kdy základna predátorů je napadena vetřelci. Zde se mu podaří zastihnout hlavní postavu predátora v momentě, kdy spustí stázi a při napadení je s ním uvězněn na 500 let. Dále příběh pokračuje od momentu, kdy Predátor odvysílal zprávu ostatním. Predalien se líhne jako Chestburster a prochází Pod 5, aby našel něco k jídlu. Když vyrůstá v dospělého Predaliena, je Pod 5 již infikován vetřelci a rozhoduje se o jeho autodestrukci. Predalien musí nejprve najít artefakt a přinést jej zpět do hnízda, ale nakonec není čas a tak se musí probojovat pouze pryč z Podu 5 a uprchnout s ostatními vetřelci dříve, než je pod uvolněn a zničen.

### Rozdíl oproti hře
Datadisk přinesl kromě nových misí a nového příběhu ještě něco málo zbraní pro lidskou rasu a predátora. Pro hru více hráčů přibyly 4 mapy a možnost Predátorů zapnout svou autodestrukci. Primal Hunt byl ve světě přijat poměrně negativně. V Česku byla kritika mírnější. Společné kritiky se datadisk dočkal především kvůli malé inovaci a velmi krátké době hraní, kdy jednu kampaň lze odehrát ani ne za 5 hodin.